# 勒佩拉
勒佩拉（法語：Le Peyrat）是法国阿列日省的一个市镇，位于该省东部，和奥德省接壤，属于帕米耶区。该市镇的总面积为6.13平方公里，2009年时的人口为473人。

## 人口
勒佩拉人口变化图示
| 数据来源：INSEE |